# Bécsy Ágnes
Bécsy Ágnes (Pécs, 1953. február 21.) magyar irodalomtörténész, egyetemi tanár.

## Életpályája
Szülei: Bécsy Tamás (1928–2006) egyetemi tanár és Futaky Hajna (1927–2011) voltak. 1967–1971 között a pécsi Nagy Lajos Gimnázium diákja volt. 1971–1972 között a József Attila Tudományegyetem Bölcsészettudományi Karán tanult. 1972–1976 között az ELTE Bölcsészettudományi Karának magyar-angol szakos hallgatója volt. 1976–1977 között az Új Tükör kritikai rovatánál dolgozott. 1976–1978 között a Színház- és Filmművészeti Főiskola művészetelméleti tanszékének ösztöndíjasa volt. 1978-tól az ELTE BTK felvilágosodás- és reformkori magyar irodalomtörténet tanszékén tanít. 1986–1990 között az Irodalomtörténet rovatvezetője volt. 1990–1993 között a Miskolci Bölcsészegyesületben oktatott. 1993–1998 között a Pázmány Péter Tudományegyetemen oktatott. 2002-ben habilitált.
Kutatási területe a felvilágosodás és reformkor magyar irodalma.

## Művei
- Virginia Woolf: A pille halála (esszék, válogatta, 1980)
- Virginia Woolf világa; Európa, Bp., 1980 (Írók világa)
- "Halljuk, miket mond a lekötött kalóz...". Berzsenyi-versek elemzése, értelmezése; Tankönyvkiadó, Bp., 1985 (Műelemzések kiskönyvtára)
- Berzsenyi Dániel; Korona, Bp., 2001 (Klasszikusaink)

## Fordításai
- Virginia Woolf: Saját szoba (1986)

## Díjai, kitüntetései
- Fiatal Kritikusok Díja (1981)
- Széchenyi professzori ösztöndíj (1998–2002)
- Széchenyi István-ösztöndíj (2002–2005)